# 香住ふるさとまつり
香住ふるさとまつり（かすみふるさとまつり）は、兵庫県美方郡香美町で例年7月第4土・日曜日に行われる祭り。初日に実施される「香住ふるさとまつり海上花火大会」は県下4大花火大会の1つに数えられる。

## 概要
1978年（昭和53年）から続いている。山陰海岸国立公園に含まれ国の名勝に指定された香住海岸で行われる海上花火大会をメインとする夏祭りである。2日間にわたってしおかぜ香苑を中心に各種イベントが実施される。
1日目の夕方から50軒の屋台が並び始め、オープニングイベント「海のよさこい」で幕を開け、香住海岸に映える海上花火大会を鑑賞できる。
2日目は「うみのひろば」においてフリーマーケットをはじめ、たらいこぎ大会やアームレスリング大会、子供大会などの大会を中心とした催しが行われる。

## 主な行事
1日目
- 16:00 - 18:00 - オープニングステージ
- 20:00 - 21:00 - 香住ふるさとまつり海上花火大会
- 15:00 - 21:30 - 各種露店、夜店

2日目
- たらいこぎ大会
- こども大会
- アームレスリング大会
- フリーマーケット

## 所在地・交通アクセス
- 兵庫県美方郡香美町香住区、しおかぜ香苑
- 西日本旅客鉄道山陰本線香住駅下車、徒歩すぐ